# パウル・フォン・ヒンデンブルク
パウル・ルートヴィヒ・ハンス・アントン・フォン・ベネッケンドルフ・ウント・フォン・ヒンデンブルク（ドイツ語: Paul Ludwig Hans Anton von Beneckendorff und von Hindenburg、1847年10月2日 - 1934年8月2日）は、ドイツの陸軍軍人、政治家。第15代陸軍参謀総長（在任：1916年 - 1919年）、ドイツ国（ヴァイマル共和政）第2代大統領（在任：1925年 - 1934年）を務めた。軍人としての階級は陸軍元帥である。
第一次世界大戦のタンネンベルクの戦いにおいてドイツ軍を指揮してロシア軍に大勝利を収め、ドイツの国民的英雄となった。大戦後期には参謀総長を務め、エーリヒ・ルーデンドルフと共に「沈黙の独裁」と呼ばれる軍部独裁体制を現出した。戦後、共和制となったドイツにおいて大統領に当選。アドルフ・ヒトラーを首相に任命し、国民社会主義ドイツ労働者党政権樹立への道を開いた。

## 生涯

### 生い立ち

フォン・ベネッケンドルフ・ウント・フォン・ヒンデンブルク家の紋章

プロイセン王国・ポーゼンでユンカーの家に長男として生まれる。父はプロイセン第18歩兵連隊に所属する少尉ロベルト・フォン・ベネッケンドルフ・ウント・フォン・ヒンデンブルク(Robert von Beneckendorff und von Hindenburg)。母は軍医の娘ルイーゼ(Luise)（旧姓シュヴィカルト(Schwickart)）。
ベネッケンドルフ家は1280年に現在のザクセン＝アンハルト州ザルツヴェーデル郡に属するアルトマルク(de:Altmark)に興った家であり、やがて近隣のノイマルク(de:Neumark)を経て、プロイセンへ移住した。代々軍人の家系であり、一族にはドイツ騎士団に参加した者もいる。ノイマルク時代の1789年にベネッケンドルフ家は男系が絶えたヒンデンブルク家と婚姻で結び付いて統合した。ヒンデンブルク家も13世紀から続く代々軍人の家系だった。なおタンネンベルクの戦いでヒンデンブルクの姓が有名になる以前はベネッケンドルフの方の姓で呼ばれることが多かった。
フリードリヒ大王の時代にヒンデンブルク家はリムブゼー(pl:Limbsee)とノイデック(Neudeck)を所領として与えられる。リムブゼーの所領はやがて失ったが、ノイデックの所領はヒンデンブルクが生まれた頃にも残っており、彼の祖父母がそこで暮らしていた。ヒンデンブルクは夏休みにはいつもそこへ遊びに行ったという。祖父母の死後の1863年からヒンデンブルクの両親はノイデックに移り住んでいる。
ヒンデンブルクは幼少期から厳格な軍隊的生活の中で育てられ、スパルタ教育を施された。幼いヒンデンブルクが不服や愚痴を述べると彼の乳母は「分隊静粛にしろ！」といった軍隊調の口調で怒鳴りつけたといわれる。
小学校からプロテスタント系のギムナジウムへ進んだ後、1859年にワールシュタット(Wahlstatt)の士官学校(de:Kadettenanstalt)に入学した。1863年の復活祭を機にベルリン・大リヒターフェルデ(de:Groß-Lichterfelde)のプロイセン高級士官学校(de:Preußische Hauptkadettenanstalt)に移った。
士官学校在学中の1865年に亡きプロイセン王フリードリヒ・ヴィルヘルム4世の王妃エリーザベトの近習を務めた。ヒンデンブルクはエリーザベトから賜った懐中時計を大事にしていた。

### 第一次世界大戦前の軍歴

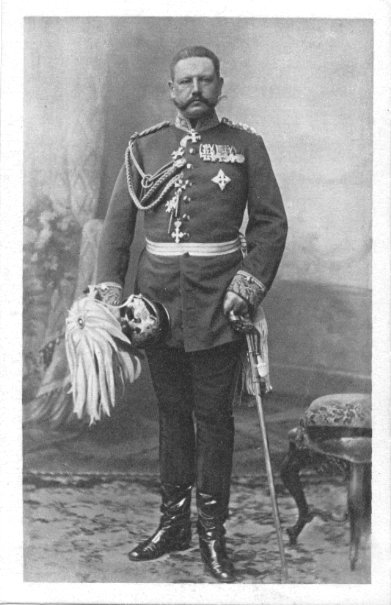
1897年の少将時代のヒンデンブルク

1866年4月に士官学校を卒業し、近衛歩兵第三連隊の少尉 (Leutnant) に任官した。1866年6月にはじまった普墺戦争に従軍し、最初の実戦経験を得た。同戦争のケーニヒグレーツの戦い(Schlacht bei Königgrätz)で勇戦した功績により赤鷲勲章を授与された。
1870年から1871年の普仏戦争にも従軍し、セダンの戦いに参加した。その勇敢さを認められ、鉄十字章を受け、さらに1871年1月18日にヴェルサイユ宮殿「鏡の間」で行われたヴィルヘルム1世のドイツ皇帝即位式に、所属する近衛歩兵第三連隊の代表として参列することを許されたのであった。
以降は第一次世界大戦まで大きな戦争もなく、ヒンデンブルクは平時の軍隊勤務に40年間を過ごすこととなる。1873年にはプロイセン戦争大学校に入学。この大学での友人にカール・フォン・ビューロウ、ヘルマン・フォン・アイヒホルン、皇族アレクサンダー・フォン・プロイセンなどがいる。皇族の御学友になったことで軍部や政界、宮廷などに顔が利くようになった。
1877年にプロイセン戦争大学を卒業し、1878年4月に大尉 (Hauptmann) に昇進するとともに参謀本部に配属され、シュテティンの第二軍司令部付の参謀となった。シュテッティン勤務時代の1879年に歩兵大将クルト・フォン・シュペルリングの娘ゲルトルートと結婚した。彼女との間に一人の息子（オスカー）と二人の娘を儲けた。
1881年にはケーニヒスベルクの第一師団付参謀、1884年にはポーゼンの第58連隊の中隊長に転任する。1885年夏に参謀本部勤務となり、少佐(Major)となる。参謀本部から教鞭をとる任務を多く与えられた。陸軍大学で戦術の授業を担当する。
1888年には崩御したヴィルヘルム1世の棺の側で衛士を務める栄誉に浴した。1889年には陸軍省の軍務局長に就任した。1891年に中佐 (Oberstleutnant) に昇進。1893年にはオルデンブルクの第91歩兵連隊の連隊長に任じられる。1894年3月17日、大佐 (Oberst) に昇進。1897年5月22日、少将 (Generalmajor) に昇進。
さらに1900年7月9日に中将 (Generalleutnant) に昇進するとともにカールスルーエの第28歩兵師団長となり、1904年にはマグデブルクに本部を置く第4軍団長に就任している。
1905年6月22日には歩兵大将 (General der Infanterie) に昇進。同年、アルフレート・フォン・シュリーフェンの後任の参謀総長の候補に挙げられたものの、結局「小モルトケ」ことヘルムート・ヨハン・ルートヴィヒ・フォン・モルトケが後任に選ばれている。ヒンデンブルクは皇帝ヴィルヘルム2世からの御覚えはよくなかったといい、ヴィルヘルム2世は参謀総長の選定にあたって候補者であるヒンデンブルクを問題にも上げなかった。ただヒンデンブルクは大モルトケやシュリーフェンからの評価は高かったという。なぜヴィルヘルム2世から嫌われていたかは不明だが、彼は1908年の演習で判断を誤ってヴィルヘルム2世の軍を敗北に導いてしまったことがあり、これが原因ではないかという説がある。
1911年3月に黒鷲勲章を授与され、64歳の時に退役した。ヒンデンブルク本人の自伝によれば戦争が起こる気配もないし、後進に道を譲らねばならないと考えて退役を決意したという。ただし1912年には皇帝ヴィルヘルム2世の下問に、戦時には軍司令官となる用意がある旨を答申している。
以降は第一次世界大戦開戦までハノーファーで隠居生活を始め、旅行や狩猟、絵画収集など趣味に興じた。また自分がかつて所属していた近衛第3歩兵連隊に属する息子オスカー・フォン・ヒンデンブルク中尉の軍歴を引き上げることに心を砕いていた。

### 第一次世界大戦

#### 第8軍司令官に就任
1914年7月末に第一次世界大戦が勃発。ロシア帝国陸軍はドイツ帝国陸軍の予想を超える早さで動員準備を完了させ、ロシア第1軍（パーヴェル・レンネンカンプ大将）とロシア第2軍（アレクサンドル・サムソノフ大将）が、それぞれ東と南から東プロイセンに侵攻を開始し、マクシミリアン・フォン・プリトヴィッツ・ウント・ガフロン上級大将率いるドイツ第8軍がこれを迎え討った。プリトヴィッツは8月17日にグンビンネン周辺でロシア第1軍に攻撃を仕掛けたが、戦況は膠着した。8月20日夕方にサムソノフの軍が南部に深く侵入してきたとの報告を受けたプリトヴィッツは錯乱状態に陥り、東プロイセンを放棄してヴァイクセル川まで撤退することを命じ、参謀総長モルトケ上級大将にもその旨を伝えた。モルトケはプリトヴィッツを第8軍司令官から更迭した。
モルトケは東部戦線の戦況を打開させる人物としてエーリヒ・ルーデンドルフ少将を派遣することにした。しかしルーデンドルフは勤続年数の点で軍司令官への就任資格がなく、参謀長にしか登用できなかった。そこで第8軍新司令官も選定されることになった。司令官は勤続年数の長い老将軍であれば誰でもよかったが、ヒンデンブルクがちょうど東部戦線に通じるハノーファーで暮らしていたため、ヒンデンブルクが任じられることとなった。8月22日午後遅くにヒンデンブルクはコブレンツにおかれた皇帝大本営から第8軍司令官に任じる電報を受けた。8月23日午前3時に特別列車でハノーファーを発った。途中の駅で第8軍参謀長に任じられたルーデンドルフ少将が乗車した。第一次大戦中コンビを組み続けることになる二人は、この時に初めて出会った。ヒンデンブルクは回顧録の中でルーデンドルフとの関係について「幸福な結婚」と表現しているが、ルーデンドルフはヒンデンブルクより自己主張が強い人物で二人の関係では常にルーデンドルフが頭脳であり、ヒンデンブルクはお飾りの存在であった。

#### タンネンベルクの戦い

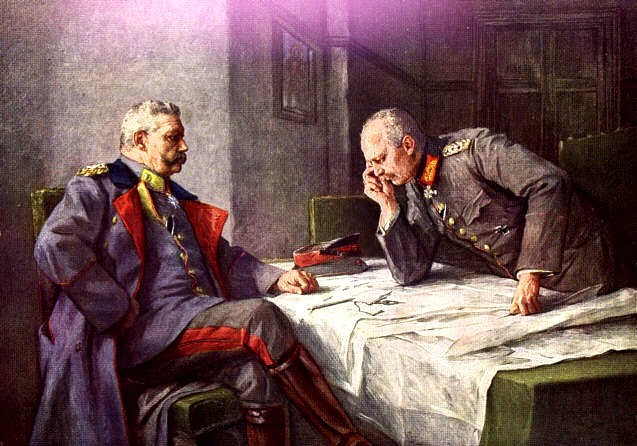
第8軍参謀長ルーデンドルフ（右）と軍議をする第8軍司令官ヒンデンブルクを描いた絵（フーゴー・フォーゲル画・1928年）

ヒンデンブルクとルーデンドルフは8月23日夜にマリエンブルクの第8軍司令部に到着。先任の第8軍作戦参謀マックス・ホフマン中佐とともにドイツ第8軍の反撃作戦を指揮した。グンビンネンの戦いでの損害や補給不足の影響でロシア第1軍がしばらく動かない事を電信の傍受で掴んでいたドイツ第8軍は、大部隊と見せかけた第1騎兵師団だけをロシア第1軍の正面に残し、またタンネンベルク付近で第20軍団をロシア第2軍に当たらせている間に他の各軍団・師団をロシア第2軍の左翼と右翼に移動させた。
8月26日からこれらの軍団や師団がロシア第2軍に攻撃を開始した。ヘルマン・フォン・フランソワ大将(de)率いる第1軍団は左翼から、アウグスト・フォン・マッケンゼン大将率いる第17軍団は右翼からロシア第2軍の背後に回り込んだ。8月26日夕刻にはレンネンカンプのロシア第1軍がマッケンゼン軍団の背後左側面を襲撃しようとしているという情報が司令部に入り大騒ぎとなった。ルーデンドルフさえも動揺してマッケンゼン軍団の撤収を提案する有様だったが、ヒンデンブルクは動じずに続行を命じた。この判断は正解だった。レンネンカンプ軍移動の情報は偽情報であった。8月29日早朝にはサムソノフ軍を包囲する事に成功した。その日の夜、包囲脱出を絶望視したロシア第2軍司令官サムソノフが自決。ロシア第2軍20万人のうちロシアへ帰国する事が出来たのはわずか1万7000人だった。
西部戦線から引き抜かれた2個軍団が新たに第8軍に加えられ、9月5日からロシア第1軍への攻撃を開始した。4個軍団でロシア第1軍に正面から攻撃をかけるとともに第1軍団と第17軍団にロシア第1軍左翼に当たる湖沼地帯を突破させ、その背後に回り込ませようとした。ロシア第1軍司令官レンネンカンプは第2軍の二の舞になる事を恐れて2個師団を後衛として擁護させながら、東プロイセンから撤退した。ロシア軍の退却は9月10日から14日に及んだが、その間にもドイツ軍は砲撃を加え、ロシア第1軍は死傷者と捕虜で14万5000人の兵を失った。こうして東プロイセンを巡ってドイツ帝国とロシア帝国で争われた「タンネンベルクの戦い」はドイツ軍の大勝利に終わった。
タンネンベルクの戦いの際の具体的な作戦立案は専ら参謀長ルーデンドルフ少将とその部下の参謀マックス・ホフマン中佐で行われ、ヒンデンブルクの役割は象徴的なものであったといわれる。ヒンデンブルクは回顧録の中で「自分は我が参謀長の知的能力、超人的な実行力、強固な決断に対して、できるだけ自由な活動を与える事が自分の任務と考えていた。そして必要に応じてその道を開いてやった」と書いている。ルーデンドルフも「ヒンデンブルク将軍は常に自分の考えに賛同し、喜んでその責任を負うた」と書いている

#### 英雄化

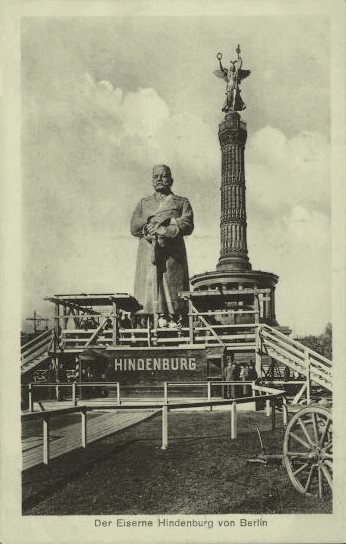
タンネンベルクの戦いの後に建造されたヒンデンブルクの巨大木像

ヒンデンブルクはタンネンベルクの戦いの最中の1914年8月26日に上級大将(Generaloberst)に昇進した。ついで11月27日には元帥(Generalfeldmarschall)となる。 
この戦勝でそれまで一般にはほとんど知られていなかったヒンデンブルクの名が急速にドイツ中に広まり、あちこちで英雄視されるようになった。シュレージエン州（de）のツァブルツェは町の名を「ヒンデンブルク」と改めている。市井にもヒンデンブルクの名がつけられた商品があちこちで売り出されるようになった。またドイツ軍部も西部戦線の敗北を隠すためにタンネンベルクの戦いとヒンデンブルクを盛んに利用した。ここにヒンデンブルクは「タンネンベルクの英雄」（独: Sieger von Tannenberg）という名声を得たのであった。
ただヒンデンブルク自身はこの異様な英雄視に戸惑いがあったらしく、周りの者に「いいかね。もしタンネンベルクの戦いが有利に展開しなかったら、全ドイツ国民から永久に呪われる名前があったに違いない。それはヒンデンブルクだ」と述べていた。
西部戦線は参謀総長モルトケの失策のせいで悲惨な状況になりつつあった。「右翼を常に強めよ」というシュリーフェン・プランの基本原則にしたがって、アルザス＝ロレーヌの左翼軍からもっと部隊を右翼軍に回して右翼を強化すべきところをモルトケは右翼を強化しきれなかった。また、右翼から2個軍団を東部戦線の第8軍のために引き抜いてしまった。その結果、シュリーフェン・プランは骨抜きになってしまい、ドイツ軍はマルヌ会戦で敗北を喫した。以降戦況は泥沼化を始めた。モルトケは激務に耐えかね、神経衰弱してしまった。1914年11月3日にその後任としてプロイセン陸相エーリヒ・フォン・ファルケンハイン中将が参謀総長に就任した。
西部戦線を重視するファルケンハイン参謀総長は東部戦線に無駄な援軍を送りたがらなかった。このため東部戦線を預かるヒンデンブルクやルーデンドルフらとファルケンハインら参謀本部では常に対立があった。なお前参謀総長モルトケも東部戦線増強派だった。英仏はもはや倒せる見込みがなく、倒せる可能性があるのはロシアだけだったからである。ヴィルヘルム2世はどっちつかずの態度を取っていた。

#### 東部方面軍司令官

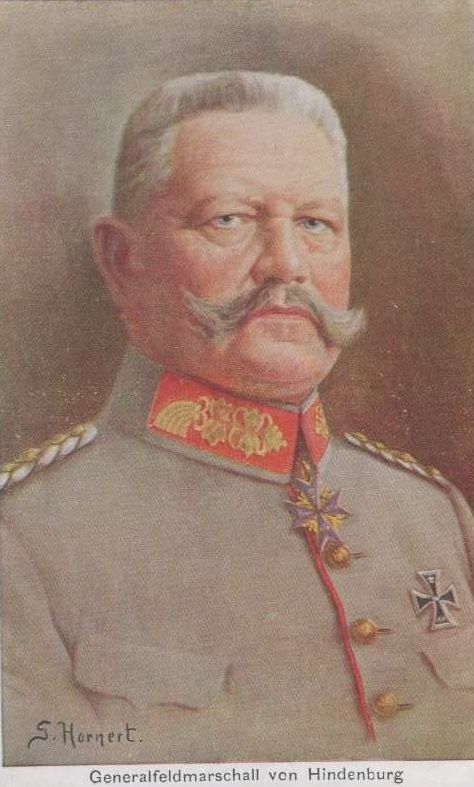
1915年に描かれたヒンデンブルク元帥の肖像画

東部戦線もまだ安定したわけではなかった。オーストリア軍がロシア軍にレンベルクの戦い(de)で敗れた。ドイツ第8軍は急遽第9軍を編成し、ガリツィア方面に派兵し、オーストリア軍を支援することにした。東部戦線のドイツ軍は第8軍と第9軍の二軍体制となり、その両軍の上に東部方面軍が置かれ、ヒンデンブルクが東部方面軍司令官、ルーデンドルフが東部方面軍参謀長にそれぞれ就任した。実権は引き続きルーデンドルフとホフマンが握った。
1914年9月28日に第9軍と第8軍の一部はオーストリア軍支援のためにポーランド南部で攻勢に出て、ワルシャワ占領を目指し、10月6日にはヴァイクセル川に到着した。しかしヴァイクセル川の戦い(de)でロシア軍の頑強な抵抗にあい、突破できなかった。ドイツ軍は10月17日に退却し、オーストリア軍もカルパティア山脈まで押し戻された。ロシア軍はシュレージエンやハンガリーをうかがうまでに勢力を回復した。
11月3日の作戦会議で東部方面軍は作戦を立て直した。ロシア軍に気づかれぬように鉄道で第9軍をすばやく移動させ、11月11日にロッヅを強襲したのであった。激戦となったロッヅの戦い(de)の末に12月6日にドイツ第9軍がロッヅを占領した。これによりロシア軍のシュレージエン侵入の野望は潰えた。
1915年1月にヴィルヘルム2世の決裁で新たに4個軍団を得た東部方面軍は第10軍を創設した。オーストリア軍からの要請を受け、東プロイセンとカルパティアからロシア軍の突出部を攻撃する計画が実行された。第二次マズーリ湖攻勢でロシア軍に勝利をおさめたが、ロシア軍は新手の第12軍を投入し、またカルパティアの戦い(de)のオーストリア軍の敗北でドイツの情勢はむしろ悪化した。

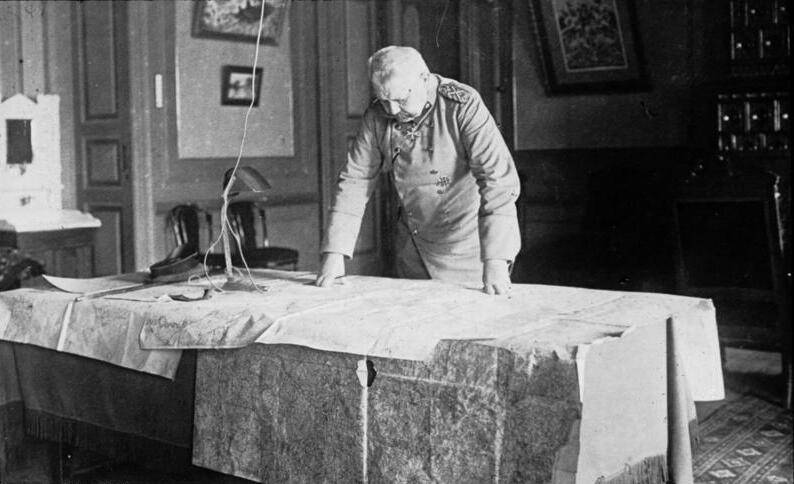
1915年3月の東部方面軍司令官ヒンデンブルク元帥。コヴノの東部方面軍司令部。

東部方面軍に業を煮やしたファルケンハイン参謀総長は新設の第11軍とともに東部戦線を訪れ、直接指揮を執った。第11軍の司令官にはアウグスト・フォン・マッケンゼンが任じられ、5月2日に第11軍はゴルリッツ＝タルヌフ攻勢で攻撃を仕掛け、勝利を収めた。これを機にロシア軍は押し込められた。8月にはワルシャワが陥落。ロシア軍は大撤退を行い、1915年秋には東部戦線はひとまず安定した。
ファルケンハインはこの成功を盾に東部方面軍に対して態度を強め、東部方面軍の師団を別の戦線へ移動させるようになった。これに対してヒンデンブルクは1915年10月6日に「夏の作戦だけではロシア軍の攻撃力は完全に破られてはいない」としてこれ以上東部方面軍から師団を送ることを拒絶した。しかしヴィルヘルム2世の決裁でファルケンハインの命令通り、師団を送るよう命じられた。ファルケンハインは1915年夏の勝利でロシアは当分立ち直れないと踏んでいたが、その見通しは甘かった。ロシア軍は迅速に再編成を済ませ、フランス軍の要請を受けて1916年3月19日にナーロチ湖の戦い(de)で攻勢に出た。東部方面軍は何とかこれを撃退したが、6月4日にはロシア軍はオーストリア軍に対してブルシーロフ攻勢をかけて勝利を収めた。ロシア軍は7月にドイツ東部方面軍に対する攻勢にでたが、ドイツ東部方面軍はこれを食い止め、戦線を保った。ロシア軍は10月まで攻勢を続けたが、すでに不意打ちの効果は失われていた。ロシア軍はこの一連の攻勢で100万の兵を失った。ロシアで厭戦気分が高まり、1917年2月にはロシア革命が発生し、ロシア帝政が崩壊した。

#### 参謀総長

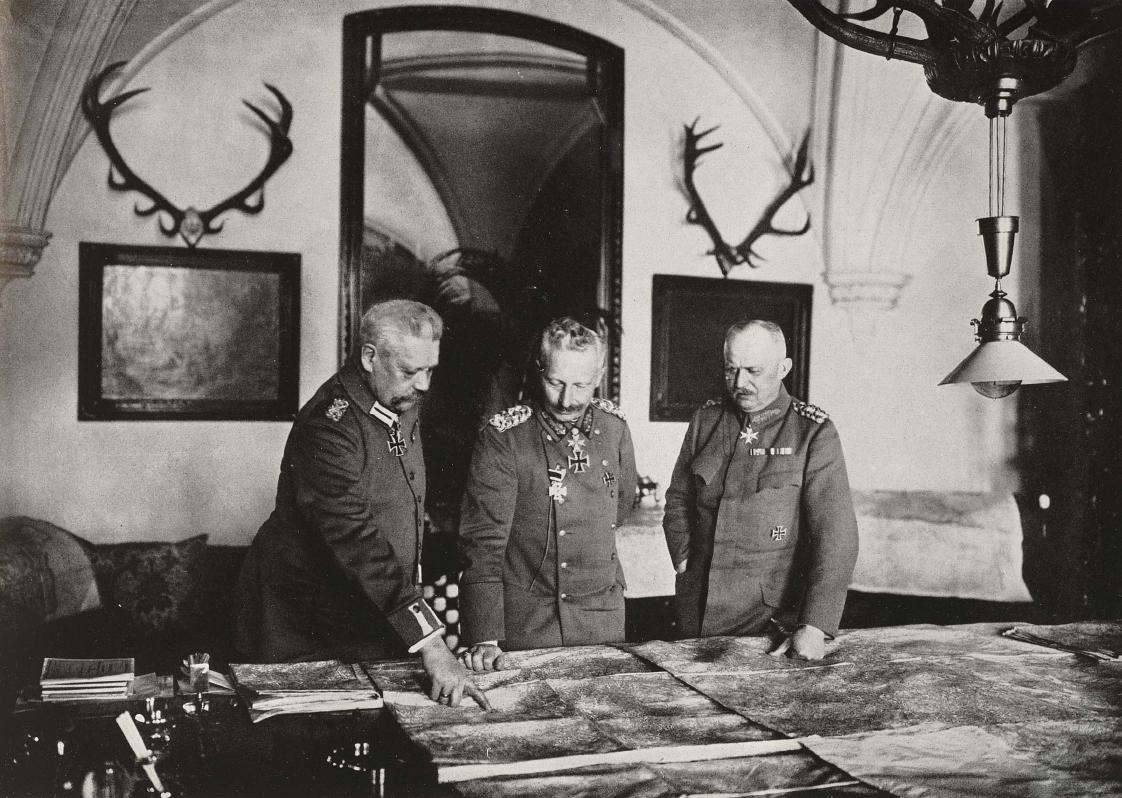
1917年1月8日、プレス城の大本営で作戦計画を論議中の参謀総長ヒンデンブルク、皇帝ヴィルヘルム2世、参謀次長ルーデンドルフ。

ファルケンハインが発動した西部戦線のヴェルダンの戦いは思わしくなく、また彼が東部から兵力を引き抜いた後に東部戦線でロシア軍の攻勢があったことで彼の面目は潰れた。1916年8月27日のルーマニア参戦を契機にファルケンハインは更迭されることとなった。8月28日にヒンデンブルクが後任の参謀総長(Chef des Generalstaffs des Feldheeres)、ルーデンドルフが参謀次長（彼はこの役職の名称を「第一兵站総監」（Erster Oberquartiermeister）に改めることを提案して許可された）に任じられた。この人事はモルトケの推挙によるものだったという。これまで同様にヒンデンブルクはお飾りでルーデンドルフが実質的に役割を果たした。これ以降のドイツの戦争は実質的にルーデンドルフによって指導され、彼は政治にも干渉して「ルーデンドルフ独裁」と呼ばれる時代を築いた。
しかし各戦線ともすでに防衛のみの姿勢に転じざるを得なくなっていた。ヒンデンブルクとルーデンドルフはこれまでの東部戦線大攻勢論を撤回して西部戦線に力を入れた。連合軍の攻勢に先んじて戦線を後退させ、強固な塹壕陣地帯「ジークフリート線(de:Siegfriedstellung)」（連合国は「ヒンデンブルク線」と呼んだ）を構築して防御を固めた。

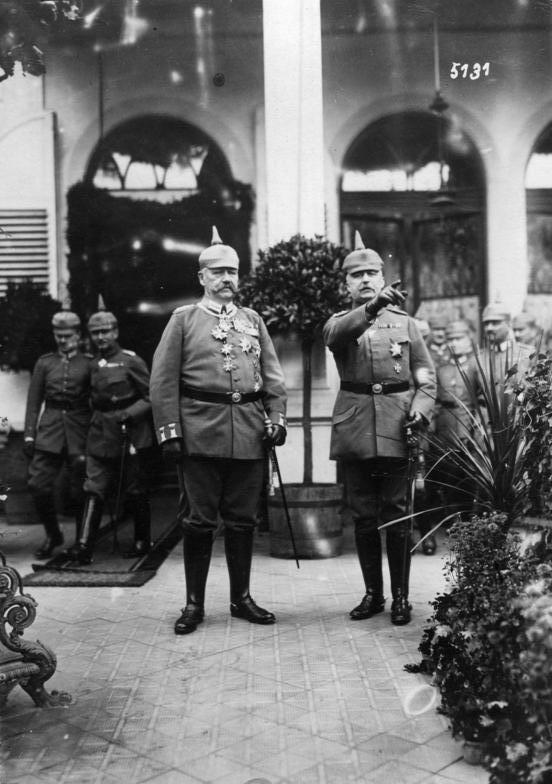
1917年10月2日、バート・クロイツナハの大本営で70歳の誕生日を迎えたヒンデンブルク参謀総長とルーデンドルフ参謀次長

1917年4月にイギリス軍はアラス会戦(de)で攻勢を強め、5月から6月のメッシーネの戦い(de)でドイツ軍の突出部を攻略。さらに7月末から11月にかけてパッシェンデールの戦い、11月から12月にかけて戦車軍団を動員したカンブレーの戦いで攻勢をかけたが、ドイツ軍は頑強に抵抗してイギリス軍の侵攻を防いだ。
一方フランス軍は1917年4月にエーヌ会戦(de)で攻勢をかけたが、ドイツ軍が勝利した。フランスで厭戦気分が高まり、4月29日に68個師団で反乱が勃発した。首相ジョルジュ・クレマンソーが何とか抑え込み、ドイツとの戦争を継続した。
海戦では1917年2月に無制限潜水艦作戦を決定した。これはイギリスを追い込むことを目的としていたが、1917年4月のアメリカ合衆国の参戦を招いた。しかし当時のアメリカには本格的な陸軍はなく、陸軍の組織から開始する状態だったのでアメリカの実際的な参戦は1年先だった。
一方、ロシア革命により帝政が崩壊したロシアに対しては和平交渉を行った。ロシア臨時政府首相アレクサンドル・ケレンスキーは連合国の求めに応じてドイツとの戦争を続行したが、ケレンスキー政府は1917年10月のボルシェヴィキによるロシア革命により崩壊した。ウラジーミル・レーニンのボルシェヴィキ政府が立ち上げられた。ドイツはレーニン政府にウクライナやバルト三国の分離独立を求めた。レーニンは初め拒絶したが、ロシアの軍事力は革命の混乱で崩壊状態であり、1918年2月にドイツ軍がロシア軍へ攻撃を開始したことで要求を飲むしかなくなった。1918年3月3日にブレスト＝リトフスク条約が締結され、ドイツはロシアを下した。3月5日にはロシアの後援を失ったルーマニアも降伏。東部戦線は終結した。
ロシア脱落を受けてドイツ軍はアメリカが本格参戦してくる前に西部戦線に最後の攻勢をかけることにした。ドイツ軍は1918年3月から7月にかけて東部の兵力をすべて西側に回して最後の大攻勢「カイザーシュラハト（皇帝の戦い）」作戦を行った。しかしドイツ軍の奮闘もむなしく、戦局を好転させることはできなかった。さらに1918年8月8日にアミアンの戦い(de)でドイツ陸軍が決定的な敗北を喫した。ルーデンドルフはこの日を「ドイツ陸軍暗黒の日」と称した。

#### 大戦末期・ドイツ革命

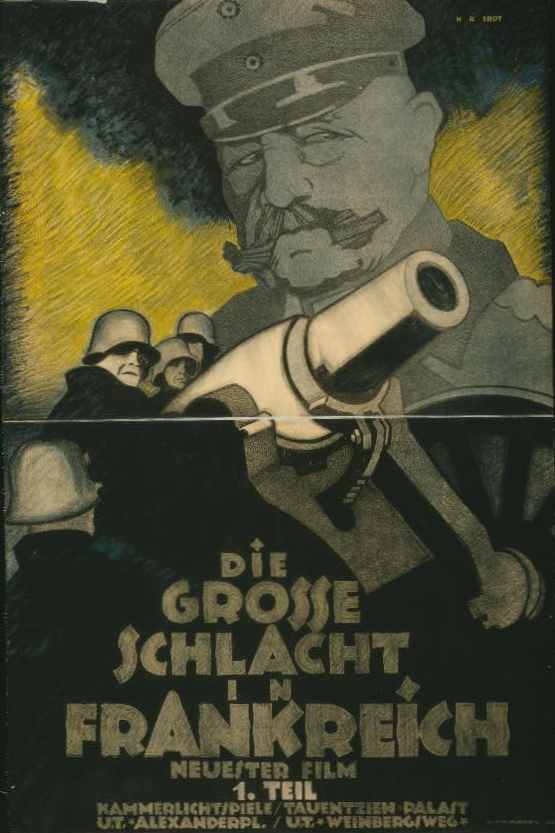
1918年の映画｢フランスでの大戦(Die Grosse Schlacht in Frankreich)｣のポスター。ヒンデンブルク元帥が背景に描かれている。

お飾りの参謀総長だったヒンデンブルクは、バート・クロイツナハ(Bad Kreuznach)やベルギー・スパの大本営にあって軍事報告を受けておらず（それらはすべてルーデンドルフが受け取っていた）、彼を迷信的に称える取り巻きたちに囲まれて外部からの情報が遮断されていた。そのためヒンデンブルクはドイツの戦況について詳しく知らず、なおも戦況を楽観視していた。一方実権を握るルーデンドルフは、戦況を絶望視し連合国との早期講和を求めるようになった。そのため大戦末期にはヒンデンブルクとルーデンドルフは意見対立が多くなった。
しかしやがてヒンデンブルクも戦況が絶望的である事を理解し、ヒンデンブルクとルーデンドルフは、9月29日に帝国宰相ゲオルク・フォン・ヘルトリングに通牒を送り、これ以上ドイツに継戦能力はないのでアメリカ大統領ウッドロウ・ウィルソンが提唱した「十四か条の平和原則」を承諾してアメリカと休戦協定を結ぶべきであり、そのために政府を改造して議会政治を導入せよと要求した。議会政治に反対する保守主義者のヘルトリングはその日のうちに辞職した。10月2日にはヒンデンブルクがまだ戦争継続可能と主張する皇帝ヴィルヘルム2世の説得にあたり、議会制民主主義の導入を認めさせた。
10月3日、連合国から自由主義者として評価が高く、議会からも支持を集めていたマクシミリアン・フォン・バーデンが宰相に就任。宰相マクシミリアンはただちに米大統領ウィルソンと電報をやり取りして休戦交渉に応じてほしいと懇願した。10月12日にはウィルソンの14カ条平和原則の受け入れも表明した。しかしアメリカからは「ドイツ軍部や王朝的専制君主は講和交渉の相手と認めない」「これまで戦争を指導してきた者の退陣とドイツの民主化を進めよ」と要求された。宰相と議会は戦争指導者としてまずルーデンドルフの解任を求めた。10月26日にヴィルヘルム2世はルーデンドルフに参謀次長職を辞させた。ヒンデンブルクも辞表を提出したが、彼は慰留された。ヴィルヘルム2世とヒンデンブルクは後任の参謀次長にヴィルヘルム・グレーナーを任じた。
11月4日にキール軍港の水兵の反乱にはじまるドイツ革命が起こった。これによりドイツの主要都市はすべて「労兵評議会」により実効支配された。皇帝退位を求める声は急速に強まった。そして11月9日にはドイツ社会民主党から求められた宰相マクシミリアンが独断で「ヴィルヘルム2世はドイツ皇帝位とプロイセン王位を退位した」と宣言した。当時スパ大本営にいたヴィルヘルム2世は激怒し、プロイセン王位退位とスパ大本営からの退去を拒否した。ヒンデンブルクとグレーナーはヴィルヘルム2世をオランダへ亡命させる事を決意した。ヒンデンブルクはヴィルヘルム2世に「私は陛下がベルリンの革命政府に捕えられるのを見るような責任を引き受けることはできません。オランダへお逃げになるしかありません」と進言した。結局ヴィルヘルム2世は11月10日早朝に特別列車でスパを去り、オランダへ亡命した。後年ヴィルヘルム2世は亡命先のオランダ・ドールン(nl:Doorn)で「自分の退位についてはマクシミリアンとヒンデンブルクに連帯責任があるが、亡命についての責任は完全にヒンデンブルクにある」と回顧した。一方ヒンデンブルクは後年「1918年11月9日の事はグレーナーが主導した」と主張している。またヒンデンブルクは首相ハインリヒ・ブリューニングに対して当時を振り返って「儂はカイザー（ドイツ皇帝）のために良かれと思って図ったのだ。一旦廃された帝位が再び国民によって復活された例は他にもある。カイザーがオランダに亡命されるとき、儂の考えたのはそれだった。だから今でも退位も亡命も不可避の出来事だったと信じている。あの時は戦線は崩壊していたし軍隊は反乱していた。儂はプロイセン軍人としてカイザーの安全を護る以外にとるべき道はなかったのだ」とも語ったという。
11月10日にグレーナーはベルリンのフリードリヒ・エーベルト首相（マクシミリアンの後任。ドイツ社民党所属）と連絡を取り、今後軍は共和制を支持すると約束するとともに「労兵評議会」を抑えて国家の合法的発展を守ってくれるよう要請した。エーベルトはこれを承諾した。これを受けてヒンデンブルクは「労兵評議会」の決定に軍は拘束されない旨を布告した。11月11日にドイツ共和国休戦委員会委員長マティアス・エルツベルガーと連合国最高司令官フェルディナン・フォッシュ元帥の間でパリ北方コンピエーニュの森において休戦協定が締結された。ここに第一次世界大戦は終焉した。

### 戦後

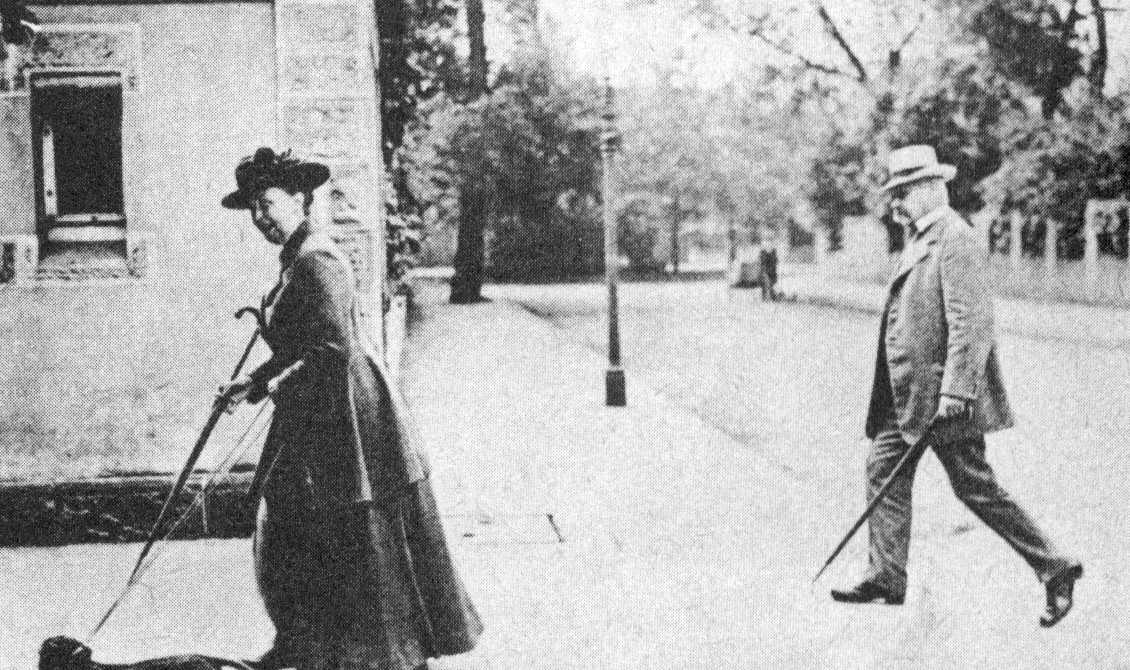
1920年、散歩中のヒンデンブルクと妻ゲルトルート

1918年11月15日に大本営はスパからカッセル郊外のヴィルヘルムスヘーエへ移され、そこから西部戦線の兵の撤兵を指揮した。新年までには撤兵を完了させた。1919年2月に大本営はポメラニアのコルベルクへ移され、ドイツ東部の防衛の指揮にあたった。またここからバルチック地方のドイツ義勇軍の反革命軍事行動の応援を行おうとしたが、これは連合国総司令官フォッシュ元帥により禁止されている。
1919年5月にはドイツは連合国からヴェルサイユ条約を突きつけられた。あまりに過酷な内容にドイツ中で反対の声が巻き起こった。しかし再び戦争を開始できる余力がない以上、ドイツ政府には受け入れるしかなかった。ヒンデンブルクは平和条約を締結するか否かについて政府から諮問を受けたが、こう回答している。「戦争を再開した場合、ポーゼン地方を獲得し、東部国境を防衛することは可能と思われるが、西部においては優勢な連合軍が我が両翼を包囲する力を思えば、その攻撃に耐えることは不可能であろう。したがって戦争の全般的成功は極めて疑問である。しかしながら一軍人としての自分は不名誉な和平を受け入れるぐらいなら、むしろ玉砕を希望するものである」
結局、政権を預かるドイツ社会民主党と中央党だけが賛成し、6月23日にヴェルサイユ平和条約無条件締結の承認が国会で決議された（社民党と中央党だけで半数を超えていた）。これを受けて6月28日にヘルマン・ミュラー外相がヴェルサイユ宮殿で連合国31カ国とヴェルサイユ平和条約を締結した。ヒンデンブルクはこの条約が締結される直前の1919年6月25日に退役している。
ヒンデンブルクは多くの軍人同様、ドイツは戦争で負けたのではなく、ドイツ革命という「背後からの一刺し」によって敗者として扱われるようになったのだと信じており、1919年11月18日の国会の査問委員会においてもそれを主張している。
ハノーファーで引退生活を送る一方ドイツ各地を旅行したが、特に東プロイセンではロシア軍からの解放者として歓迎を受けた。1921年、一男二女を産んだ妻が61歳で死去。

### 大統領

#### 第一回大統領選挙

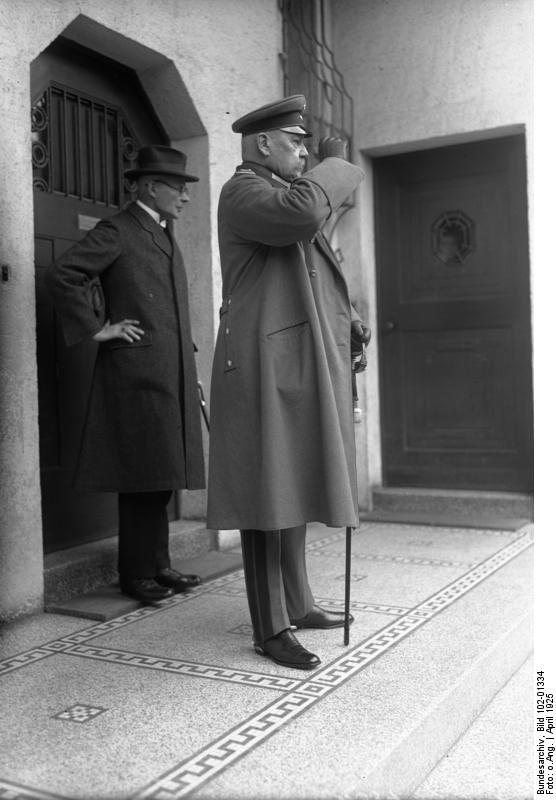
選挙戦中の1925年4月、ハノーファーの別荘で。

1925年2月28日、初代大統領フリードリヒ・エーベルトが死去した。ヴァイマル憲法に基づき、3月29日にドイツ初の国民有権者の直接選挙による大統領選挙（1925年ドイツ大統領選挙）が行われた。この時第一回投票で過半数を獲得した候補がおらず、憲法の規定により当選者は無しとなった。第二回選挙は4月26日に行われたが、立候補するのに一回目の選挙に出ている必要はなく、また二回目の選挙は一回目の選挙と異なり、過半数に達しなくても最も得票した者を当選者とする規定だった。
穏健左派の与党「ヴァイマル連合」（社民党・中央党・民主党）陣営は、候補者の一本化を図り、中央党のヴィルヘルム・マルクスを候補に担いだ。一方、これに危機感を募らせた国家人民党をはじめとする保守・右派陣営隊は、公然たる帝政派で、また「タンネンベルクの英雄」の名声を持つヒンデンブルクを候補に担ぎ出そうとした。帝政派のヒンデンブルクは初め「共和制を認めることはできない」として立候補の要請を拒否したが、アルフレート・フォン・ティルピッツの説得を受け、オランダに亡命中のヴィルヘルム2世に伺いを立てたうえで無所属で立候補することを決意した。

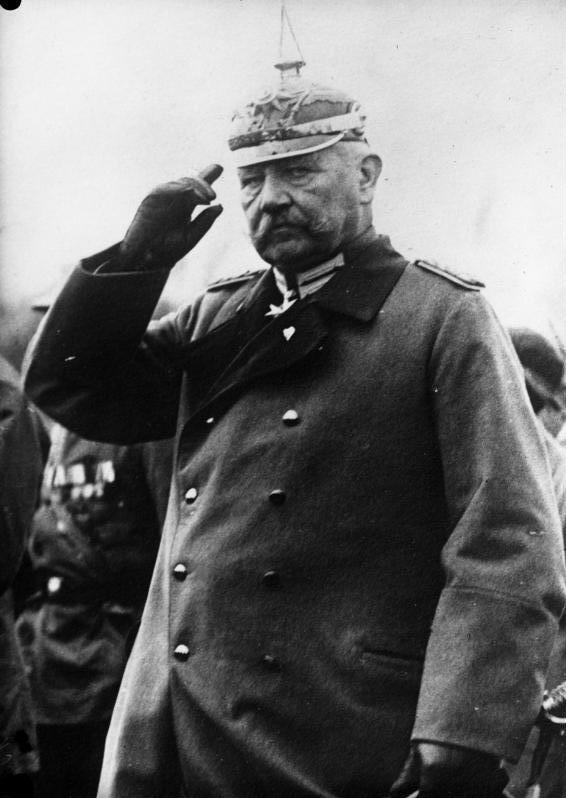
選挙戦中の1925年4月のヒンデンブルク退役元帥。鉄兜団とともに行進中

ヒンデンブルクは復活祭に際しての選挙民へのメッセージの中で帝政復古主義者であることと共和政の大統領を目指す事の矛盾について「初代大統領エーベルトが、憲法の擁護者としてさえ、自己が労働者階級の出身であることを隠さなかった如く、余もまた決して自己の政治的信念を放擲することはないであろう」と述べて問題はないとしている。
ラジオ放送で国民への演説も行ったが、これはあまり成功したとは言えなかった。ヒンデンブルクはマイクの前に立つのが初めてだったのであがっていた。せき込んで話し、またいちいち握りこぶしで目の前のテーブルを叩きながら話すのでゴツンゴツンという音が入ってしまった。しかも演説文を読み上げた後、マイクの前だという事を忘れて側にいる者に「ありがたい。これで終わったか」と述べてしまい、妙なラジオ演説になってしまった。ヒンデンブルクはこの時に限らずラジオ演説が生涯苦手だった。そのため後には彼の演説を入れたレコードが作られ、それが所定の時間に流されるようになった。
4月26日の投票日は息子オスカーの妻の実家フォン・マレンホルツ男爵家で過ごした。ヒンデンブルクは孫と公園を散歩したり、遊んだりして過ごしていた。投票結果がまだ判明していない夜10時にいつも通り就寝している。一方息子のオスカーは夜更けまでラジオの前に座り、開票状況を見守った。ブルジョワ・保守派・右翼勢力が一丸となって応援したヒンデンブルクは（ナチ党も第二回投票ではヒンデンブルクを支持した）、1465万票を獲得していた。マルクスを90万票の僅差で破っての当選だった。翌日の朝に当選を知ったヒンデンブルクは｢神よ！ドイツ国民の選択を祝福し、これを栄し給え｣と叫んだという。また彼は競争相手のマルクスが祝電を送ってきた事に非常に感動した様子であったという。後にヒンデンブルクは大統領としてマルクスを首相に任じている。

#### 前期の穏健な統治

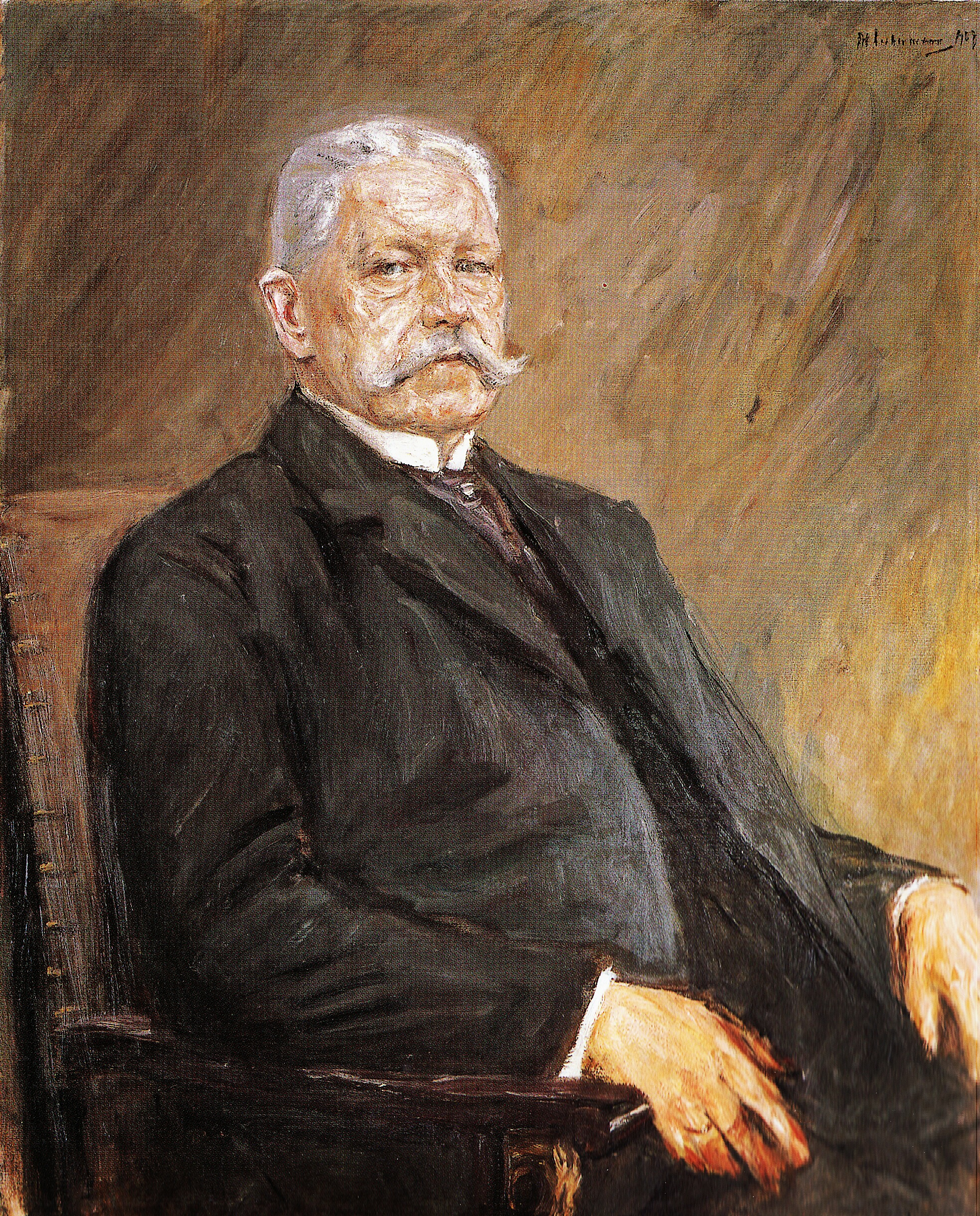
1927年に書かれたヒンデンブルク大統領の肖像画

1925年5月12日の就任式を経て正式に第2代ヴァイマル共和国大統領に就任した。時にヒンデンブルクは77歳だった。国会で行った就任演説で彼は次のように述べた。
保守・右翼たちの期待に反し、就任から数年間のヒンデンブルクは穏健であった。国家人民党などから「売国奴」と罵られていたグスタフ・シュトレーゼマン外相（ドイツ人民党）を庇護し、ロカルノ条約締結とドイツの国際連盟加入を実現させ、ドイツの国際社会復帰を果たさせた。
1926年秋にはオットー・ゲスラー国防相（民主党）やシュトレーゼマン外相の要請に応じてヴァイマル共和国軍陸軍長官ハンス・フォン・ゼークト上級大将を罷免している。彼が独断でヴィルヘルム2世の孫ヴィルヘルムを大演習に参加させたことが直接の原因だったが、ヒンデンブルクはそのことよりもゼークトの独断傾向を許さなかった。ゼークトは軍を「国家内国家」に仕立て上げ、政府に独立的な態度を取ることが多かった。また参謀本部のエリートコースを歩んだゼークトに実戦部隊に育ち野戦の英雄として名を揚げたヒンデンブルクは好感を持っていなかったという。

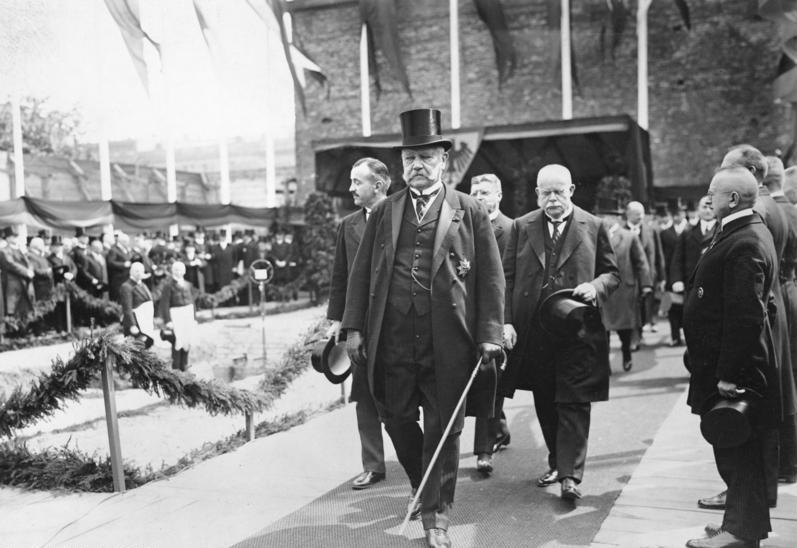
1928年5月18日、首相官邸建築の定礎式に出席したヒンデンブルク大統領。右後ろはヴィルヘルム・マルクス首相

1928年1月にはゲスラー国防相が秘密再軍備に絡む軍高官の不正事件問題で引責辞任。後任にはかつての参謀次長グレーナーを据えた。彼は「初代大統領エーベルトと結託して共和体制を作った人物」として国家人民党から目の敵にされており、ヒンデンブルクが彼を庇護したことはこれまた保守・右翼を失望させた。もっともこれ以降軍の実権はグレーナーが厚く信任していた政治局長クルト・フォン・シュライヒャー中将によって掌握され始める。シュライヒャーはヒンデンブルクの息子オスカーと親しく、その繋がりで個人的にヒンデンブルクの取り巻きになった。
1924年から1928年頃にかけてのドイツは経済的に安定していたため、政治の混乱も鎮静化していた。しかし1929年にアメリカ・ニューヨークの株式市場が暴落し、世界大恐慌が起きると政治状況も変わってくる。
1930年3月13日にヒンデンブルクはヤング案受諾に署名した。署名にあたって国民に向けて次のように声明している。
だが、ヤング案は「ヴァイマル連合」を形成していたリベラル派や穏健左派を除いて、保守・右翼から極左に至るまで様々な政党の批判と罵倒に晒された。国家人民党、ナチ党、共産党などがヒンデンブルクを攻撃するキャンペーンを大々的に展開した。ヒンデンブルクはこれによって保守・右翼陣営からの支持を大きく失う。
大恐慌による失業者対策にヘルマン・ミュラー（社民党）連立内閣が定めた失業保険政策は社民党の党内合意を得られず、ミュラーは1930年3月27日に総辞職することとなった。ヒンデンブルクは社民党を打破するためにも保守・右翼からの支持を回復するためにも議会（≒社民党）に拘束されない国家人民党と中央党の連立政権の誕生を望むようになった。国家人民党の党首フーゲンベルクと折衝をはかったが、フーゲンベルクはヤング案とそれに関係した者への仮借ない反対闘争を続けると回答し、拒否した。
結局ヒンデンブルクはシュライヒャーの勧めでハインリヒ・ブリューニング（中央党）を首相に任命した。ブリューニングは一次大戦の時に将校だった人物で「タンネンベルクの英雄」ヒンデンブルクを盲目的に崇拝していた。ヒンデンブルクは任命の際にブリューニングに「議会に拘束されずに組閣せよ」と命じた。ブリューニングとしても社民党を政権に入れて恐慌対策をするのは無理だと理解しており、大統領大権である「緊急令」（憲法第48条）を強引に利用して政権運営を行うようになる。これ以降ワイマル共和国は議会に立脚せずに大統領の緊急令をもって政治を行う「大統領内閣」の時代に突入することになる。

#### 大統領内閣

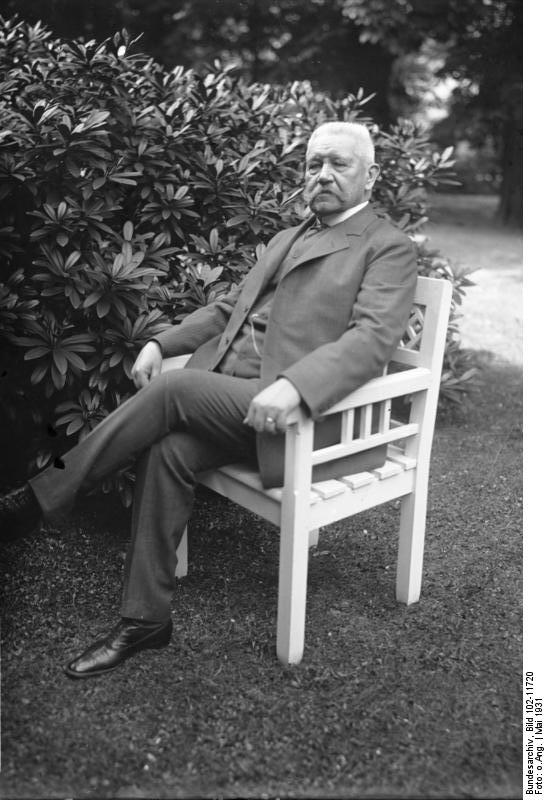
1931年5月、ベルリン・ヴィルヘルム街(de)の大統領官邸の庭園で。

ブリューニング内閣は、シュトレーゼマン外相（彼は1929年10月に死去した）の賠償完遂・軍縮などの国際協調主義を継承し、ドイツが国際的に孤立しないよう努力した。しかしこの路線の継承は大恐慌の中でそれでなくても苦しかった国民に更なる耐乏生活を強いることとなり、「飢餓宰相」として国民から恨まれた。
1930年7月16日にブリューニングはヒンデンブルク大統領に要請して財政に関する大統領緊急令を発令したが、国会で社民党によって潰された。ヴァイマル憲法は大統領の緊急令を認めつつ、これを国会が投票で破棄できるとも定めていたためである。大統領内閣の議会運営を安定させるためにヒンデンブルクは恣意的に議会に解散を命じて総選挙に打って出たが、結果は左右両極の国家社会主義ドイツ労働者党（ナチ党）とドイツ共産党の躍進に終わり、全く裏目に出てしまった（1930年ドイツ国会選挙）。
ブリューニング内閣はヒンデンブルクが嫌っている社民党の閣外協力で辛うじて政権を運営する状況となり、そのためヒンデンブルクは大統領緊急令をしばしば行使するようになる。もはやまともな議院内閣制は機能しなくなった。ヒンデンブルクが社民党を嫌ったのは、革命の経緯によるものだが、同時に社民党との協力が、ヒンデンブルクが支持層と認識していた保守・右翼の反発を買い、その支持を失うことを恐れたからでもあった。
1931年3月28日にはブリューニングの求めに応じて「政治的過激派撲滅のための命令」を発令し、ナチ党の集会と制服を禁止し、またナチ党の新聞を発禁処分にした。1931年10月10日にはナチ党党首アドルフ・ヒトラーがゲーリングを同伴してヒンデンブルク大統領との初面会に訪れた。しかしヒトラーの熱狂的な雄弁はヒンデンブルクに悪印象しか与えなかった。以降ヒンデンブルクはヒトラーを「ボヘミアの上等兵」と毛嫌いするようになった。同日行われたブリューニングとヒトラーの会談も決裂し、ヒトラーは政府へのいかなる協力も拒否した。翌日11日にはナチ党は国家人民党や鉄兜団とともに右派大連合の反政府運動「ハルツブルク戦線」を組織した。

#### 第二回大統領選挙

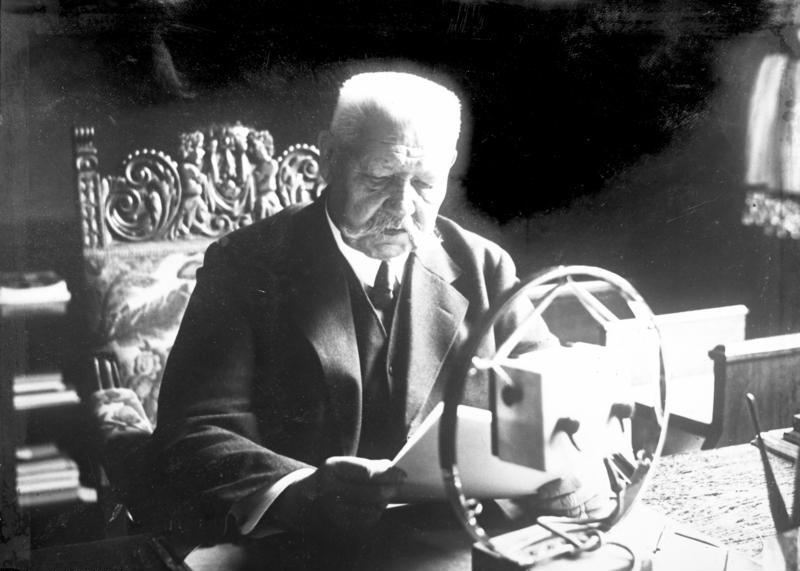
1932年3月10日、大統領選再出馬でドイツ国民への呼びかけを行うヒンデンブルク大統領

ヒンデンブルク大統領の7年の任期が切れ、1932年3月13日に大統領選挙が予定された。ヒンデンブルクはこの時84歳を超えており、少し前には意識不明の重体に陥った事もあり、出馬は無理と考えられていたが、ヒンデンブルクが不出馬の場合ヒトラーが大統領に当選する公算が大であったため、ブリューニング首相やヴァイマル共和国派から出馬を求められた。結局ヒンデンブルクは2月15日に出馬宣言を行い、再選を目指すことにした。
一方ナチ党党首アドルフ・ヒトラーも2月27日に出馬を宣言した。そのほかにドイツ共産党のエルンスト・テールマン、国家人民党・鉄兜団のテオドール・デュスターベルクも出馬宣言した。
この選挙でのヒンデンブルクは主に中央党、社民党、労働組合、ユダヤ勢力などから支持を受けた。1925年の選挙でヒンデンブルクを支持したブルジョワ・保守・右派勢力からの支持は今やほとんど失われていた。貴族連は「札付きの裏切り者はもうウンザリだ」とヒンデンブルクを公然と批判する声明を出した。対照的にヒトラーは社民党や労働組合を徹底的に攻撃し、また再軍備を約したことで、急速にブルジョワ・保守・右翼たちから支持を集めていた。ヒトラーに巨額の政治献金が行われ、この選挙の際のヒトラーの選挙資金はヒンデンブルクよりはるかに多かったといわれる。
1932年3月13日に行われた選挙は、ヒンデンブルクが1866万1736票、ヒトラーが1133万8571票、テールマンが498万2079票、デュスターベルクが255万7876票を獲得した。しかしヒンデンブルクの得票がわずかに過半数に達しておらず、当選者無しとなり、第二回選挙に持ち越されることとなった。その間、国家人民党・鉄兜団はヒトラー支持を表明して選挙戦から去った。第二回投票は4月10日に行われた。ヒンデンブルクが1935万9642票、ヒトラーは1341万7460票、テールマンが370万6388票を獲得した。ここにヒンデンブルクは帝政復古主義者でありながらヴァイマル共和国派の支持を受けて再び大統領に当選する事になったのである。

#### ヒンデンブルクの右傾化

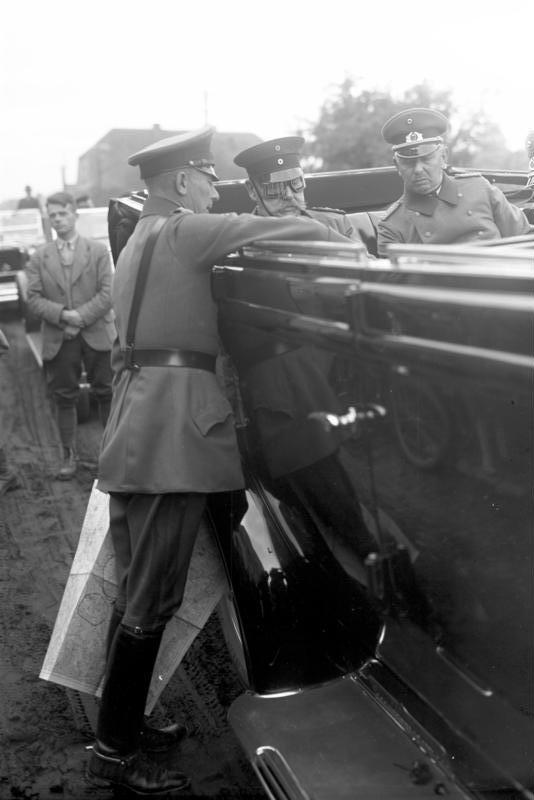
1932年9月、フランクフルト・アン・デア・オーダーで行われた陸軍の機動演習場で。車内左がヒンデンブルク大統領。車内右が息子オスカー

再選したヒンデンブルクだったが、自分が帝政復古主義者なのに何故か保守・右翼から憎まれ、しかもヴァイマル共和政派によって勝手に「共和国の守護者」に祭り上げられていることに立腹していた。また彼はすでに一日に数時間程度しか正常な活動ができないほど老衰していた。政策決定は息子オスカー・フォン・ヒンデンブルクや大統領府官房長オットー・マイスナー、クルト・フォン・シュライヒャーら重臣たちのお茶会でなされるようになった。もはやヒンデンブルクは大統領というよりドイツ皇帝に近くなっていった。ヒンデンブルクの側近の中で特に彼を操って権力を握ったのはシュライヒャーであった。
1932年4月13日にヒンデンブルクはハインリヒ・ブリューニング首相やヴィルヘルム・グレーナー国防相兼内相らの要請を受け入れて、ナチ党の突撃隊と親衛隊に禁止命令を出した。しかし効果は薄く、4月23日に各州で行われた地方選挙でナチ党はバイエルン州を除き、全ての州議会で第一党に躍進した。シュライヒャーは自分を中心とした右翼大連立政権を画策してナチ党に接触していたので、こうしたブリューニングらの反ナチの動きは邪魔だった。シュライヒャーは5月13日にグレーナーを国防相辞職に追いやった。さらに東プロイセンの地主（ユンカー層が占める）が管理しきれない土地を失業者に分配するというブリューニングの政策にユンカーたちが「農業ボルシェヴィズム」と反発したのを機にシュライヒャーはヒンデンブルクにブリューニング解任を提案した。ヒンデンブルクはこれに同意し、5月29日にブリューニングを呼び出し、「今後は右翼政治を行うべし」「労働組合指導者層とは手を切るべし」「農業ボルシェヴィズムは根絶すべし」と命じた。事実上の辞職要求と感じたブリューニングは翌5月30日に総辞職した。
ヒンデンブルクはシュライヒャーが推したフランツ・フォン・パーペンという当時全く無名だった貴族を後任の首相に内定した。ブリューニングを辞職させた5月30日にヒトラーを招集し、パーペンを首相とする保守・右翼内閣を樹立させる予定なので支持して欲しいと要請するとともに突撃隊と親衛隊の禁止命令の解除をちらつかせた。しかし後日ヒトラーは自分が首相に任命される以外に政府に協力することはないと拒否した。パーペンはナチス懐柔のため、突撃隊と親衛隊の禁止命令解除をヒンデンブルクに申請し、ヒンデンブルクは6月16日に禁止令の解除命令を出した。
7月20日にはパーペンの要請を受け入れて大統領権限でプロイセン州首相オットー・ブラウン（社民党）の政府を解体し、代わりにパーペンをプロイセン国家弁務官に任命した（プロイセン・クーデター）。これによりプロイセン政府の幹部を占めていたヴァイマル共和政派は根こそぎ一掃された。ヴァイマル共和政派の最後の牙城はここに崩壊した。あわせて共産党員の検挙も本格的に開始させている。

#### ナチスの台頭

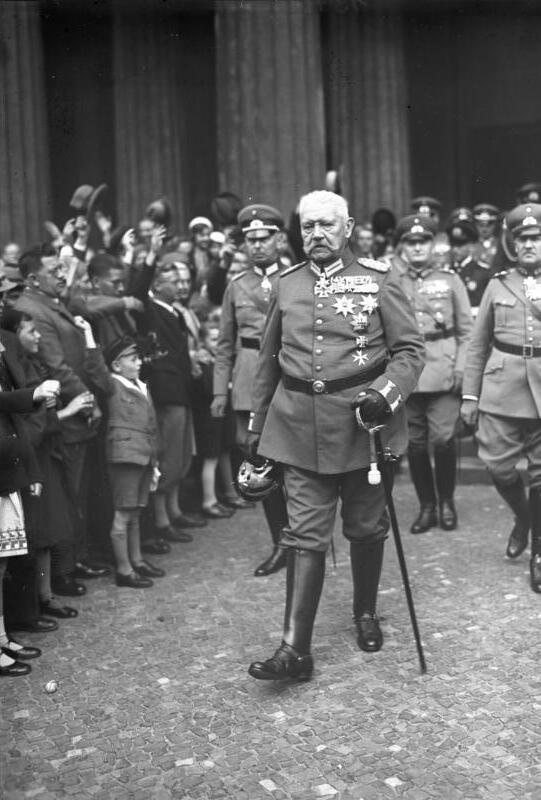
1932年10月2日、85歳の誕生日を迎えてノイエ・ヴァッヘを訪れたヒンデンブルク大統領。右端に国防相シュライヒャーが見える。

パーペン内閣の元で、7月31日に総選挙が行われる。賠償金問題へのパーペン内閣の対応を批判したナチス党は大躍進し、総議席608議席中230議席（改選前107議席）を獲得し、第一党となる。また、75議席を獲得した中央党も反パーペンの姿勢を明らかにしており、内閣の権力基盤は大きく揺らいだ。パーペンとシュライヒャーは8月10日から12日にかけてヒトラーと会談し、ヒトラーに副首相就任を要請した。ヒトラーはこれに激怒し会談は決裂。8月13日にはヒンデンブルク自らがヒトラーを招集し、パーペン内閣の副首相になるよう説諭したが、ヒトラーは首相の地位を要求した。ヒンデンブルクがこれを拒否し、会談は決裂した。
9月12日にナチ党は社民党・共産党などとともにパーペン内閣の内閣不信任案に賛成し、圧倒的多数で可決させた。パーペンはヒンデンブルクの大統領命令で国会を解散した。その結果行われた11月6日の総選挙でナチ党は議席を減らしたが、196議席と第一党の座を維持した。しかもヒンデンブルクやパーペンにとってナチ党よりも憎むべき敵ドイツ共産党が初めて100議席を獲得した。ナチ党が議席を減らしたことでヒトラーが要求を下げると踏んだパーペンは再度ヒトラーに副首相就任を打診したが、やはり拒否された。もはや内閣と国会がうまくやっていくことは不可能であると判断したパーペンはヒンデンブルクに「新国家案」を提出。国会を二院制にし、家父長に2票の投票権を与え、また一切の政党・労働組合・経済団体を解散させるという内容だった。完全にヴァイマル憲法を無視した内容だったが、ヒンデンブルクはこの時局ではやむを得ないとして一度賛成した。しかしシュライヒャーがそのような事をすれば必ずナチ党と共産党が反乱を起こすし、軍にそれを鎮圧する能力はないとして反対した。軍の支持なしでこのような案を強行するのは不可能であったのでパーペン内閣は11月17日に総辞職せざるをえなくなった。ヒンデンブルクはシュライヒャーに激怒し、彼にパーペン内閣をつぶした責任を取って後任の首相を引き受けるべきであると求めた。12月2日にシュライヒャーに組閣を命じ、12月3日に彼がヴァイマル共和国最後の首相に就任した。
シュライヒャーはナチ党と連携しての政権運営を図り、ナチス左派グレゴール・シュトラッサーに接触を図った。しかしあくまで首相の座にこだわるヒトラーは、12月8日にシュトラッサーを全ての党役職から辞任させ、シュライヒャー内閣への協力を拒絶した。
一方、すっかり反シュライヒャーの立場になっていたパーペンはヒトラーと連携をはかった。ヒトラーは1933年1月1日にケルンの銀行家クルト・フォン・シュレーダー邸でパーペンと秘密会談している。両者はシュライヒャー打倒のために共闘が必要である事、ヒトラーが首相に就任する事、憲法を擁護する事、社民党・共産党・ユダヤ人を国家中枢から追放する事などで一致した。さらに1933年1月22日、リッベントロップの屋敷にヒトラー・ゲーリング・フリックらナチ党要人と、オスカー、マイスナー、そしてパーペンが集まった。ヒトラーとオスカーの二人は密室で会談し、その後一堂で会食したという。ヒトラーとオスカーの密談の内容は分かっていないが、ヒンデンブルクの土地の取得にまつわる脱税疑惑を追及すると脅迫を受けたのではないかという説がある。ヒトラーは秘密会談の結果、パーペンやオスカー、大統領官房長マイスナーを味方に取り込むことに成功した。
1933年1月23日、シュライヒャーは国会を解散して次の選挙日を定めないまま軍事独裁政権へ移行する事をヒンデンブルクに提案したが、ヒンデンブルクは違憲であるとして却下。これにより1月28日にはシュライヒャー内閣は総辞職した。ヒンデンブルクはなおもヒトラーの首相就任には抵抗があったが、オスカーやパーペンらに説得された。ヒンデンブルクやパーペンは、パーペンや国家人民党のフーゲンベルク、鉄兜団のゼルテも入閣するのでこれらの者たちがヒトラーを掣肘出来ると考えていたという。
1933年1月30日午前11時15分、ヒンデンブルクはついにヒトラーを首相に任命した。

#### ナチス時代
ヒトラーが首相に就任して2日後の1933年2月1日、ヒンデンブルクはヒトラーの要請に応じて国会を解散し、総選挙が始まった。さらに2月4日にはヒトラーの要請で「ドイツ民族保護のための大統領令」を発令し、国民の集会・出版・言論の自由を停止した。さらに2月27日に国会議事堂放火事件が発生したことを受けて、翌28日に「ドイツ国民と国家を保護するための大統領令」を発令し、国民の権利停止の範囲を拡大した。同日、さっそくプロイセン州内相ヘルマン・ゲーリングが共産党員を4000人逮捕し、オラニエンブルク強制収容所へ収容した。共産党の活動は禁止され、同時に社民党の機関誌も発行禁止処分を受けた。
3月5日の国会選挙の結果、ナチ党は43.9%の得票率を経て288議席を獲得した。またヒトラー内閣の与党である国家人民党が52議席獲得したため、与党は過半数を獲得した。更に3月9日には共産党の国会議員81名が資格停止処分の受け、議席ごと抹消されたため、ナチ党が単独過半数を獲得した。
3月13日にはヒトラーの要請を容れて、ナチ党宣伝全国指導者ヨーゼフ・ゲッベルスを国民啓蒙・宣伝省の大臣に任じた。

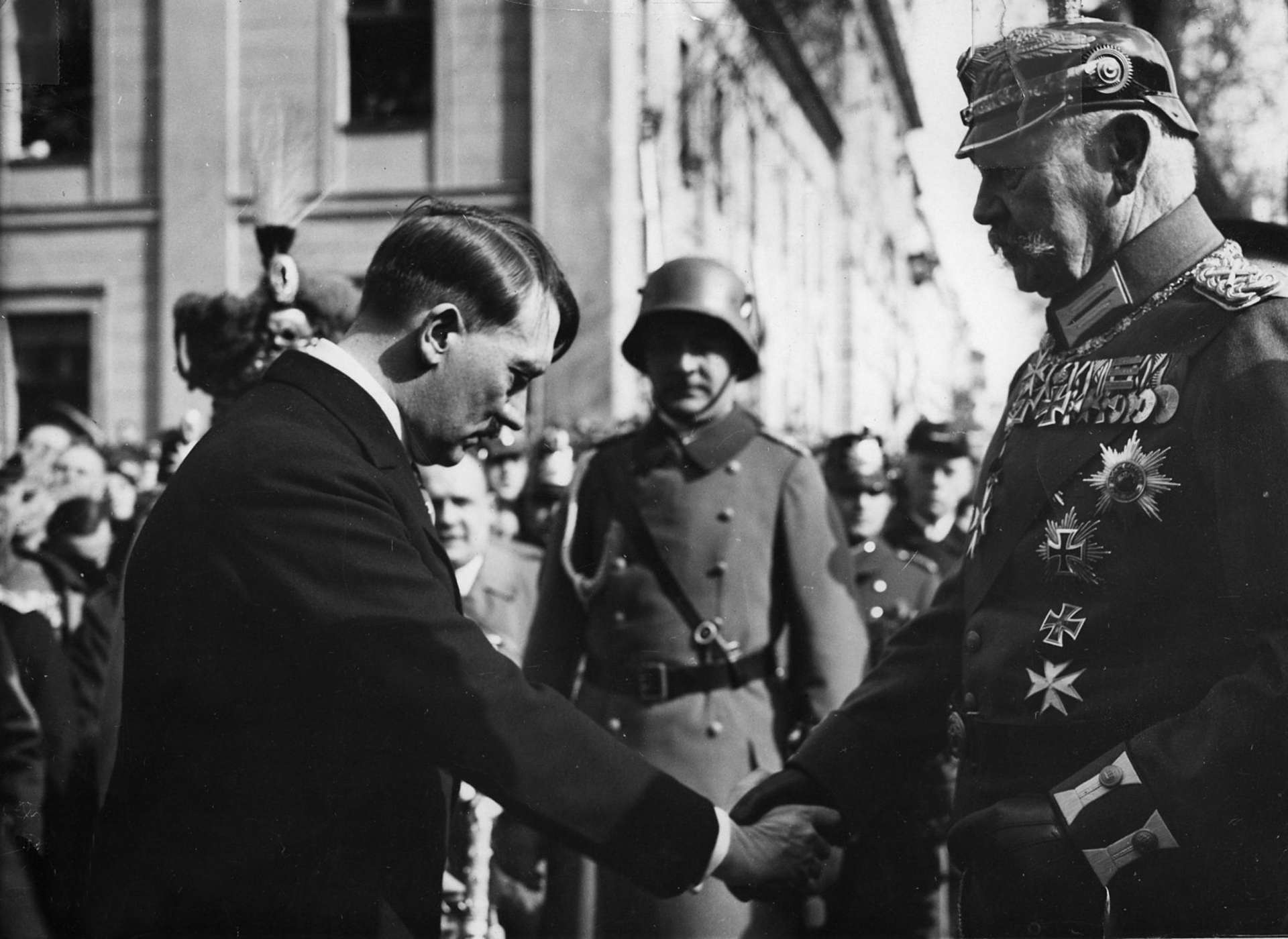
1933年3月21日、ポツダムでの国会開会式。ヒトラー首相と握手するヒンデンブルク大統領

3月21日、ゲッベルスの演出でポツダムの衛戍教会のフリードリヒ大王の棺の前で国会の開会式が行われることとなった。第1回帝国議会開会記念日を国会の開会日にし、「ポツダムの日」とした。ドイツ帝国やプロイセン王国との連続性を意識したこうした配慮はヒンデンブルクを喜ばせた。ヒンデンブルクは50年以上も前、普墺戦争と普仏戦争に凱旋した際にプロイセン近衛連隊将校としてプロイセン王に随伴してこの場所に詣でている。そしてドイツが「再生」されようとする今、再びこの地に立っていることを感慨深く感じていた。式典の最中ヒンデンブルクは感極まって涙を流している。ヒトラーは次のように演説した。
3月23日、ベルリンのクロル・オペラハウスを議場として国会が始まり、ヒトラーに国会の承認も大統領の署名も必要無しに憲法を除くすべての法律制定・条約締結の権限を与える内容の「全権委任法」が提出される。賛成441票、反対94票で可決された（社民党のみ反対）。ヒンデンブルクはこれに異議なく署名し、ドイツの議会政治は止めを刺された。全権委任法で大統領権限は不可侵であるとされて首相・閣僚任免権や国軍最高指揮権は依然として大統領にあったため、ヒンデンブルクは「余は、ヒトラー首相が余に対し、憲法の強制はなくとも、まず余に相談することなくして全権委任法が彼に与えた権力を行使することはないと言明したことを喜ぶ。余と首相は緊密に協調し、『万人に正義を』という余の誓いを果たすべく努力するものである」という書簡を発表している。しかし、86歳の老衰した大統領ヒンデンブルクとの事前相談の約束など今を時めく44歳の首相ヒトラーにはほとんど何の制約にもならなかった。しかもこの頃、ヒンデンブルクの健康はかなり悪化しており、7月頃には前立腺の切除手術が検討されたが、手術に耐える体力がないとされて中止している。彼はほとんどをノイデックの別荘で過ごすようになっていた。

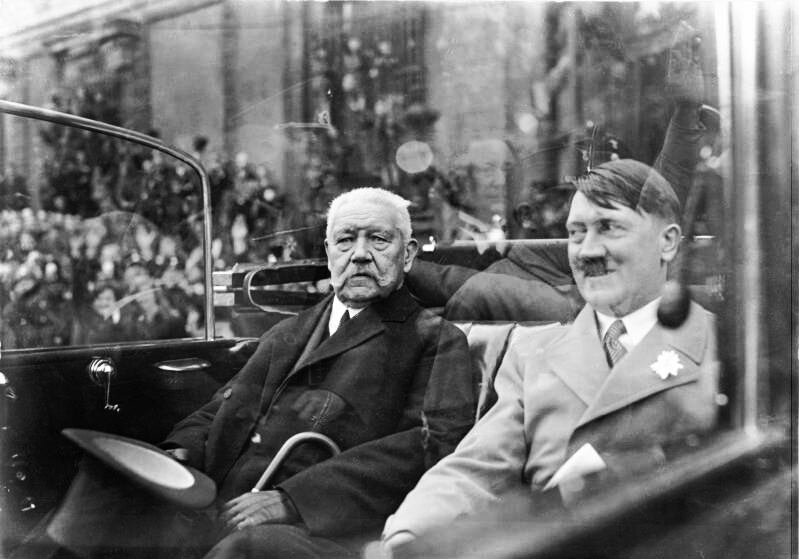
1933年5月1日、ベルリン・ルストガルテンで行われた第一回「国民労働祭」。ヒトラーはこの日、労働者代表者たちをヒンデンブルクに接見させた。

1933年6月から7月にかけてナチ党以外の全政党は消滅した。社民党は非合法にされて強制解散させられた。それ以外の主要政党（国家人民党や中央党など）はナチ党の圧力によって自主解散させられた。
1933年8月27日、ヒトラーとともに「タンネンベルクの戦い記念館」での式典に出席。ここでまたしてもヒトラーから忠誠の言葉を捧げられ、タンネンベルクの戦いでの自分の活躍を持ち上げられて悦に入っていた。しかしドイツ国民にはヒンデンブルク伝説はどんどん影が薄くなっていた。もはや彼はヒトラーほど国民から熱狂を受ける存在ではなかった。10月14日、ヒトラーはドイツを国際連盟とジュネーブ軍縮会議から脱退させた。国民の中に賛否両論があったことからヒトラーはヒンデンブルクを引っ張り出してこれを支持する声明を出させている。
反ナチ派の陸軍総司令官クルト・フォン・ハンマーシュタイン＝エクヴォルト上級大将が、ヒンデンブルクを利用して反ヒトラー策謀をしようとしたが、ヒンデンブルクは相手にせず、1933年12月27日にハンマーシュタインは辞職に追い込まれた。1934年2月19日、ヒトラーの要請を容れて、ヒンデンブルクは軍の最高指揮権者として全ドイツ軍人に対してナチ党の党章である鷲章を軍服に入れることを命令した。
ヒトラーとエルンスト・レーム以下突撃隊幹部の関係が悪くなり、突撃隊謀反のうわさが流れるとヒンデンブルクは事態を危険視し、1934年6月21日にノイデックの別荘を訪れたヒトラーに対して「もし突撃隊問題が解決されないのであれば軍に処置させる」と言明した。ヒトラーはこれに焦り、突撃隊粛清を決意したという。ヒトラーは親衛隊を使って、6月30日から7月2日にかけてレーム(突撃隊幕僚長)、シュトラッサー(ナチス左派)、シュライヒャー(前首相)などに対して粛清を行った（長いナイフの夜）。ヒンデンブルクは7月2日にヒトラーに感謝状を送っている。一方でマールブルク大学で反ナチ演説を行い、6月30日にも危機に晒されながら何とか生きながらえていた副首相フランツ・フォン・パーペンを処刑しないようヒトラーに依頼した。ヒトラーは承諾し、パーペンについては7月26日にウィーン公使に任じて左遷するにとどめた。
1934年7月末頃にはたびたび昏睡状態に陥るようになる。7月31日に政府はヒンデンブルク大統領が危篤状態に陥った事を発表した。8月1日にヒトラーは「ドイツ国家元首法」を制定し、ヒンデンブルク大統領が死去した場合には大統領の職能を首相（ヒトラー）に統合すると定めた。同日ヒンデンブルク大統領の見舞いにノイデックを訪問している。その翌日の8月2日午前9時にヒンデンブルクは死去した。87年の生涯だった。

#### 死去
1934年8月2日、ヒンデンブルクは死去した。ナチ党は諸官僚および親衛隊に2週間の服喪を命じた。8月6日に国会（クロル・オペラハウス）でヒンデンブルクの葬儀の第一日目がはじまった。翌8月7日にヒンデンブルクの遺体はタンネンベルク記念碑（de:Tannenberg-Denkmal）に安置された。ヒトラーは数千人の政治犯を対象に特赦を行った。8月15日には息子オスカーからパーペンを介してヒトラーに遺書が手渡され、国民に公開された。

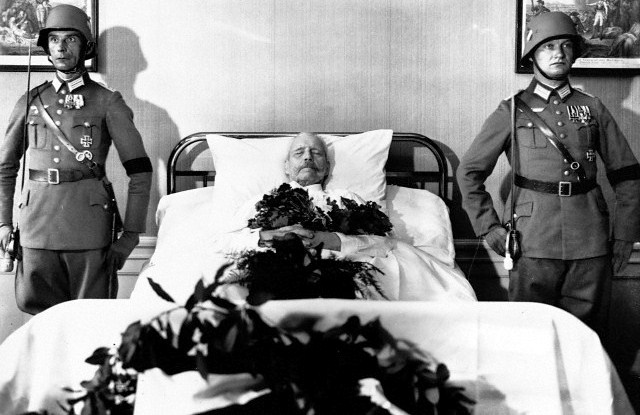
1934年8月2日、安置されるヒンデンブルクの遺体

宣伝相ゲッベルスはラジオ放送で、「故大統領はその生涯を通じて赫々たる栄誉さと率直さ故に祖国ドイツ国民により永久に記憶せらるべき人である」とその徳を讃えた。ヒトラーは前日に制定した「ドイツ国元首法」によって、ヒンデンブルクの死後直ちに大統領の職務を首相の職務に統合し、新国家元首となった。8月18日には息子オスカーがヒトラーが元首になるべきであるというラジオ放送を行った。8月19日に行われた「ドイツ国家元首法」に対する賛否を問う国民投票において88.9%の賛成を得て、ヒトラーは正式に国家元首就任を認められた。ただし「故大統領の偉大さにより大統領の称号は独特の意義をもち全国民の心意と偉大なる故人の名と不可分的に連想されるに至った」として、「大統領」とは名のらず、従来通り「指導者兼ドイツ国首相（Führer und Reichskanzler, 総統）」と呼ぶように国民に求めた。
ヒンデンブルクは自分の死後に帝政を復活させる考えがあったらしく、ヴィルヘルム2世の嫡孫であるルイ・フェルディナント・フォン・プロイセンを皇帝に即位させる案を持っていた。しかし、この計画は公式の遺言状には盛り込まれず、ヒトラーへ私信の形で伝えられた。公式の遺言状は公開されたが、私信の内容が世に伝わることはなかった。ヒンデンブルクの最期の言葉は「我が皇帝…我が祖国よ…(Mein Kaiser. Mein Vaterland)」であったという。

## 死後
ヒンデンブルクは所有する東プロイセンのノイデック荘園に葬られることを望んでいたが、ヒトラーは「タンネンベルクの英雄」をタンネンベルク戦勝記念碑の敷地に盛大な儀式を行って埋葬することを命じた。死してなお政治利用されたのである。
第二次世界大戦末期、赤軍がドイツ本国に迫り、ヒンデンブルクの墓を荒らされることを恐れた国防軍は、彼の棺を同じくドイツの軍国主義の象徴であるフリードリヒ・ヴィルヘルム1世およびフリードリヒ2世の棺と共にテューリンゲンの岩塩坑に隠した。それを発見したアメリカ軍は、彼らの棺をドイツ西部のマールブルクに移した。ドイツ再統一後にフリードリヒ2世はその生前の希望通りサンスーシ宮殿に改葬されたが、ヒンデンブルクと夫人の棺は、なおもマールブルクのエリザベート教会内に安置されている。ヒトラー政権を誕生させた事への忌避感からか、彼の棺には照明が当てられていない。

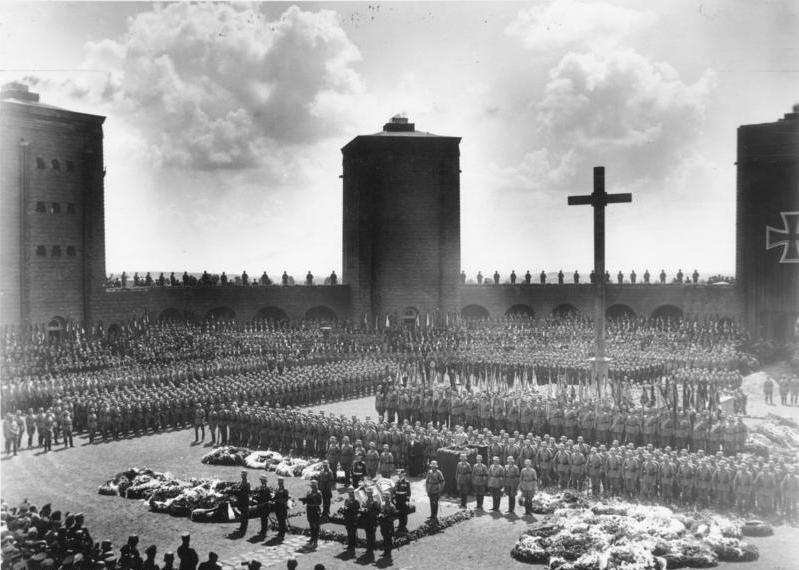
タンネンベルク戦勝記念碑で行われたヒンデンブルク大統領の追悼式典(1934)
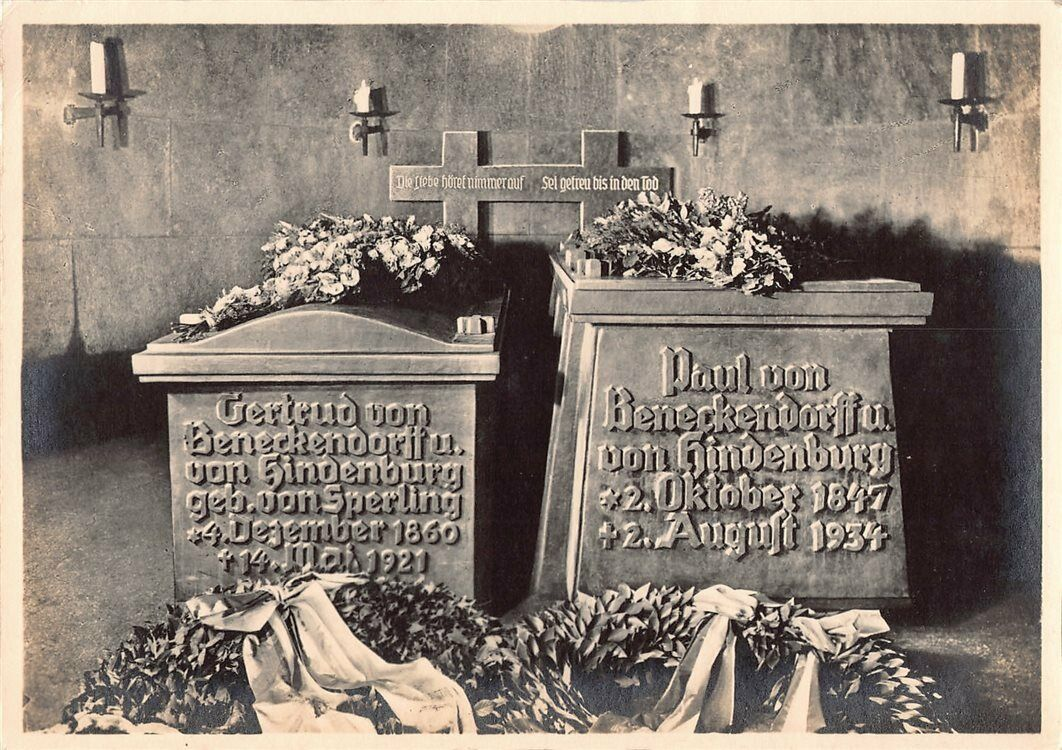
タンネンベルク戦勝記念碑にあったヒンデンブルク夫妻の墓所
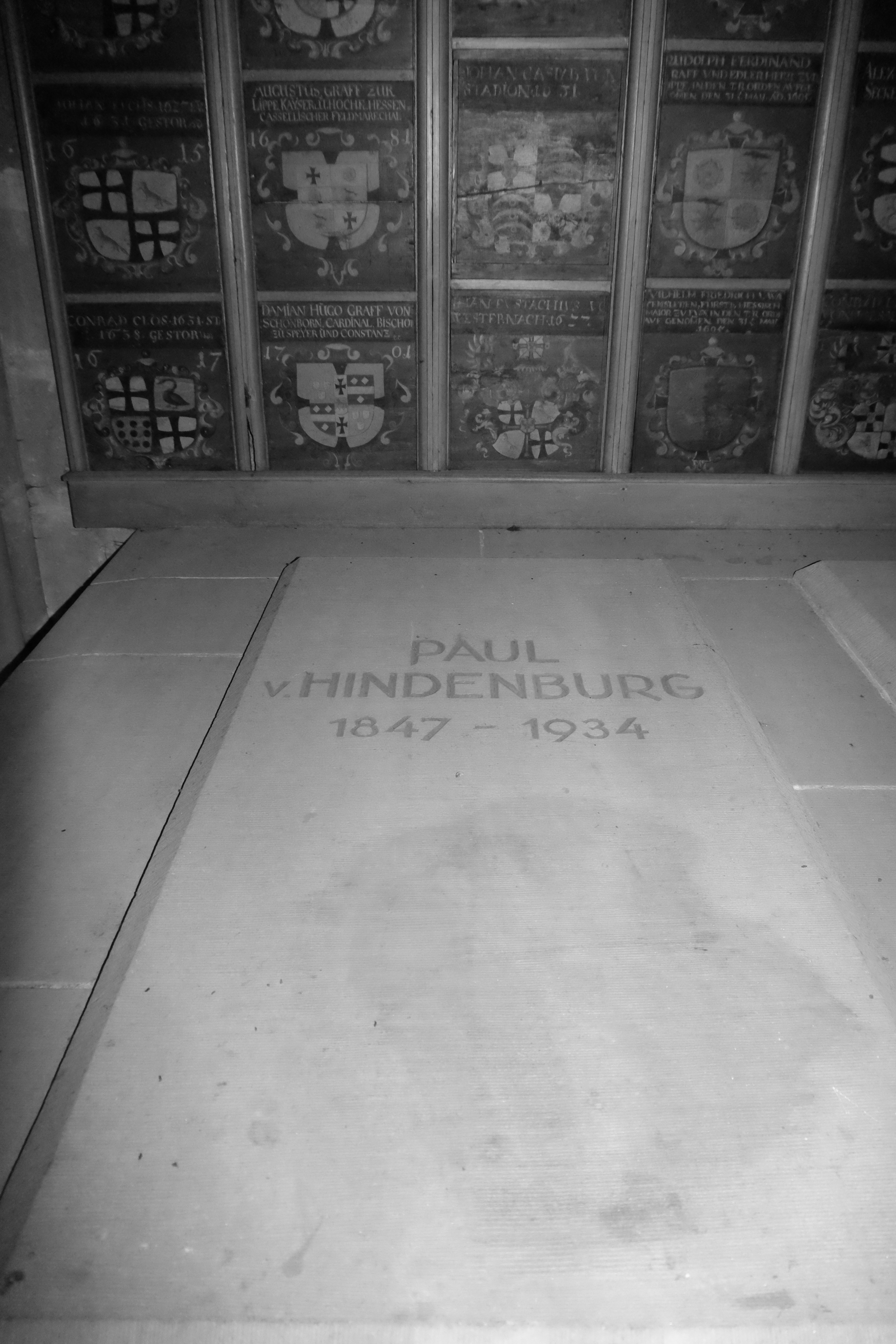
エリザベート教会にあるヒンデンブルクの墓

## ヒンデンブルク崇拝

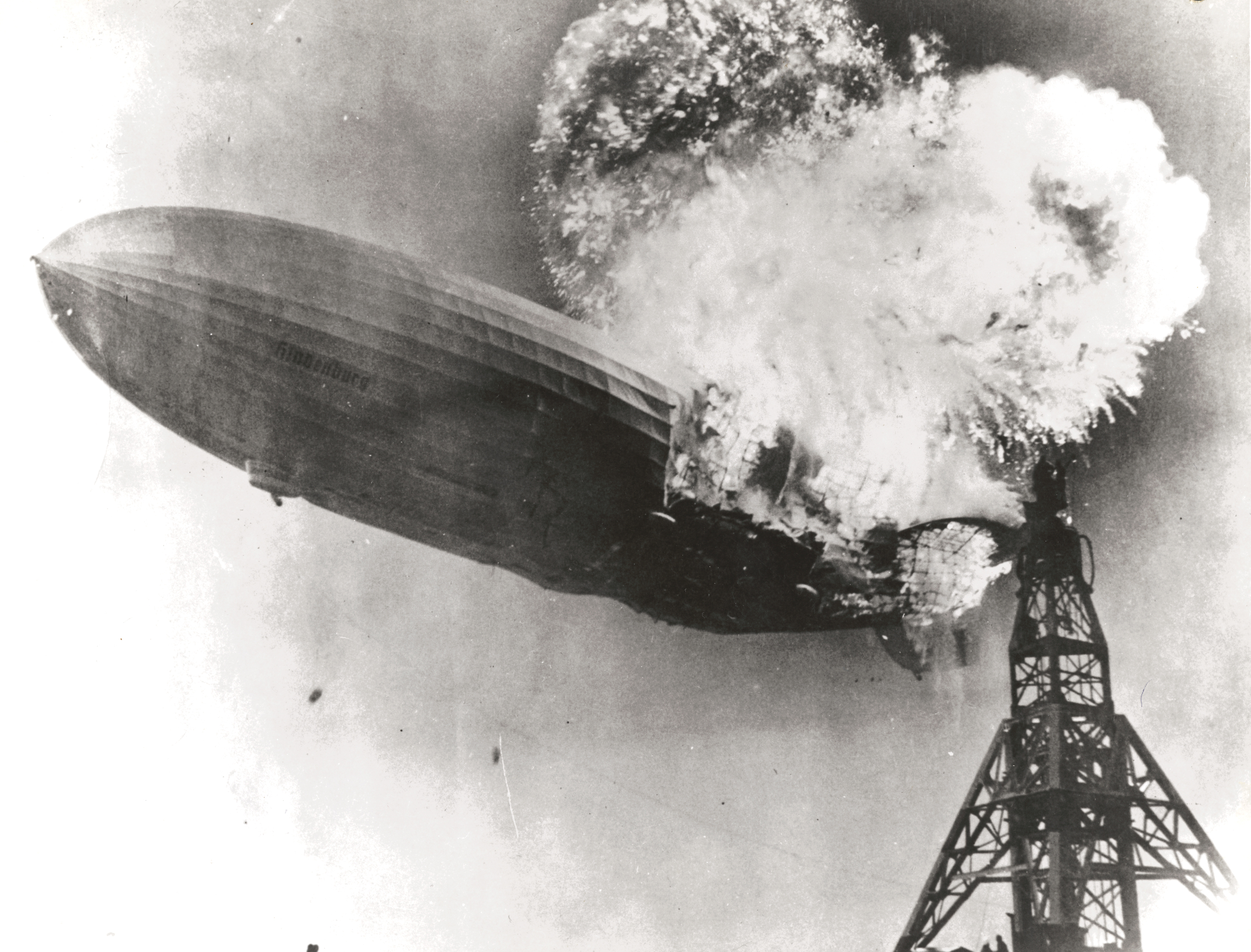
爆発炎上するヒンデンブルク号（1937年5月6日）

ヒンデンブルクは第一次世界大戦の戦功により高い人気を獲得した。数多くの市や大学が名誉市民や名誉学位を贈っただけでなく、ヒンデンブルクグッズが発売され大人気となった。ツァブルツェ市（現・ポーランド領ザブジェ市）は、1915年から30年間にわたり「ヒンデンブルク市」と改名しただけでなく、各都市の大通りや軍艦などに彼の名前が冠されていた。例として巡洋戦艦「ヒンデンブルク」（1915年進水）、ヒンデンブルク号爆発事故で知られる飛行船「ヒンデンブルク号」がある。また各地に彼の像が設置された。
第一次大戦後も彼の人気は衰えることなく、夫妻が隠居先として選んだハノーファーでは大々的な歓迎式典を行っただけでなく新居を贈り、市民達は「われわれのヒンデンブルク」と誇った。大統領当選後には彼の80歳の誕生日を祝う式典が各地の市民により自発的に行われた。ナチス・ドイツ時代にもヒンデンブルクの顕彰は引き続き行われたが、ヒトラーへの権威や伝統の継承・融合など、ナチ党に都合の良い側面が強調された。
第二次世界大戦の敗戦以降はヒトラーの独裁を許したという負の側面から、各都市にあった通りの名称の変更が相次ぎ、現在ではほとんど姿を消している。また、彼の像もほとんどが撤去され残っていない。

## 語録

### ヒンデンブルク本人の発言
- 「未だ士官学校の生徒だった頃、初めて菓子と卵入りのクリームを欲しいだけ食べてよいと許された時だ」（大統領当選時に内外の新聞記者団を招待し、記者から「元帥の一番の思い出の日は何ですか？」と質問された際の回答）[97]。
- 「あの男をわしの下で首相にしろというのか？奴は郵便局長あたりがうってつけだ。わしの肖像画のついた切手でも舐めるがよい！」（ヒトラーとの会談後、オットー・マイスナーに漏らしたヒトラーへの感想）[173][174]
- 「ルーデンドルフよ。お前の部下は何と見事な行進をするではないか。それに何というたくさんの捕虜だろう」（ヒトラーの首相就任を祝う突撃隊のたいまつ行進を見たヒンデンブルクがつぶやいた言葉）[175]。